# Center 505
Center 505 je bil obveščevalni center Nacionalnega komiteja Kraljevine Jugoslavije, ki je deloval v Gorici.
Vodja centra je bil sprva Miro Lojk, nato pa Anton Konstanapfel. 